# Fließer Sonnenhänge
Fließer Sonnenhänge este o arie protejată (arie specială de conservare — SAC, sit de importanță comunitară — SCI) din Austria întinsă pe o suprafață de 88,84 ha, integral pe uscat.

## Localizare
Centrul sitului Fließer Sonnenhänge este situat la coordonatele 47°07′00″N 10°37′10″E / 47.1167°N 10.6194°E.

## Înființare
Situl Fließer Sonnenhänge a fost declarat sit de importanță comunitară în ianuarie 2004.

## Biodiversitate
Situată în ecoregiunea alpină, aria protejată conține 2 habitate naturale: Pajiști uscate seminaturale și facies de acoperire cu tufișuri pe substraturi calcaroase (Festuco-Brometalia) (* situri importante pentru orhidee), Roci stâncoase cu vegetație pionieră de Sedo-Scleranthion sau Sedo albi-Veronicion dillenii.
La baza desemnării sitului se află un număr nedeclarat de specii protejate.